# Louis Béroud
Louis Béroud (Lione, 17 gennaio 1852 – Parigi, 9 ottobre 1930) è stato un pittore francese.

## Biografia
Louis Béroud nacque a Lione, ma quando aveva nove anni la famiglia si trasferì a Parigi, dove egli avrebbe trascorso tutta la vita. Giovanissimo, entrò nell'atelier di Léon Bonnat per studiare pittura e, già a partire dal 1873, iniziò ad esporre al Salon.

Il 22 agosto 1911 si recò al Louvre per eseguire uno schizzo della Gioconda, ma il celebre quadro non c'era: era stato rubato appena il giorno prima da Vincenzo Peruggia, autore dell'incredibile furto.

## Opere
Lista di alcune opere esposte nei musei nazionali francesi.
- Lo scalone dell'opera Garnier (1877), Museo Carnavalet
- La cupola centrale della galleria delle Macchine all'Expo del 1889 (1890), Museo Carnavalet
- Sala Rubens al Louvre (1904), Museo del Louvre
- Alla gloria di Rubens (1905), Louvre
- Il Salone Quadrato del Louvre (1906), Louvre
- Camera del Barone Basile de Schlichting (1908), Louvre
- Vista della Sala dei Sette Caminetti al Louvre (1909), Louvre
- Viale della stazione a Nizza, Museo Masséna

## Galleria d'immagini

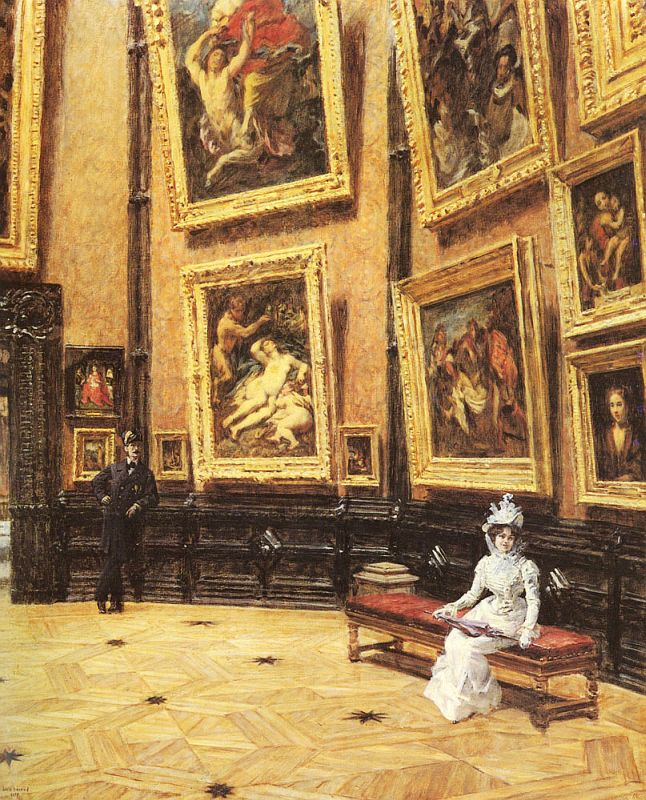
Al Louvre
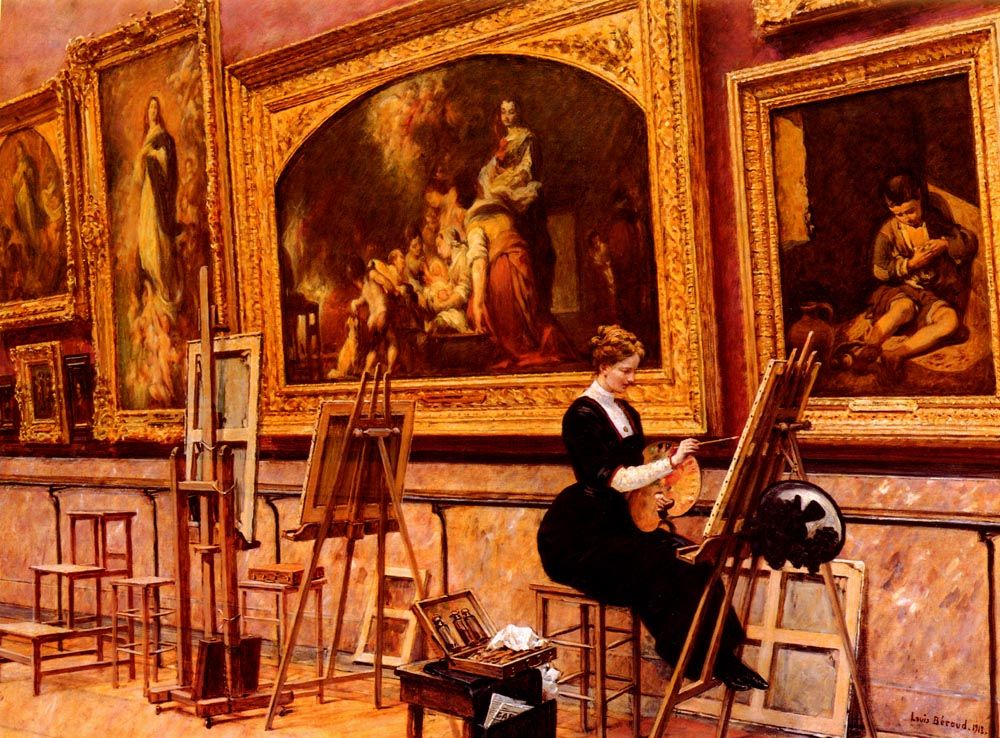
Pittrice che copia un Murillo
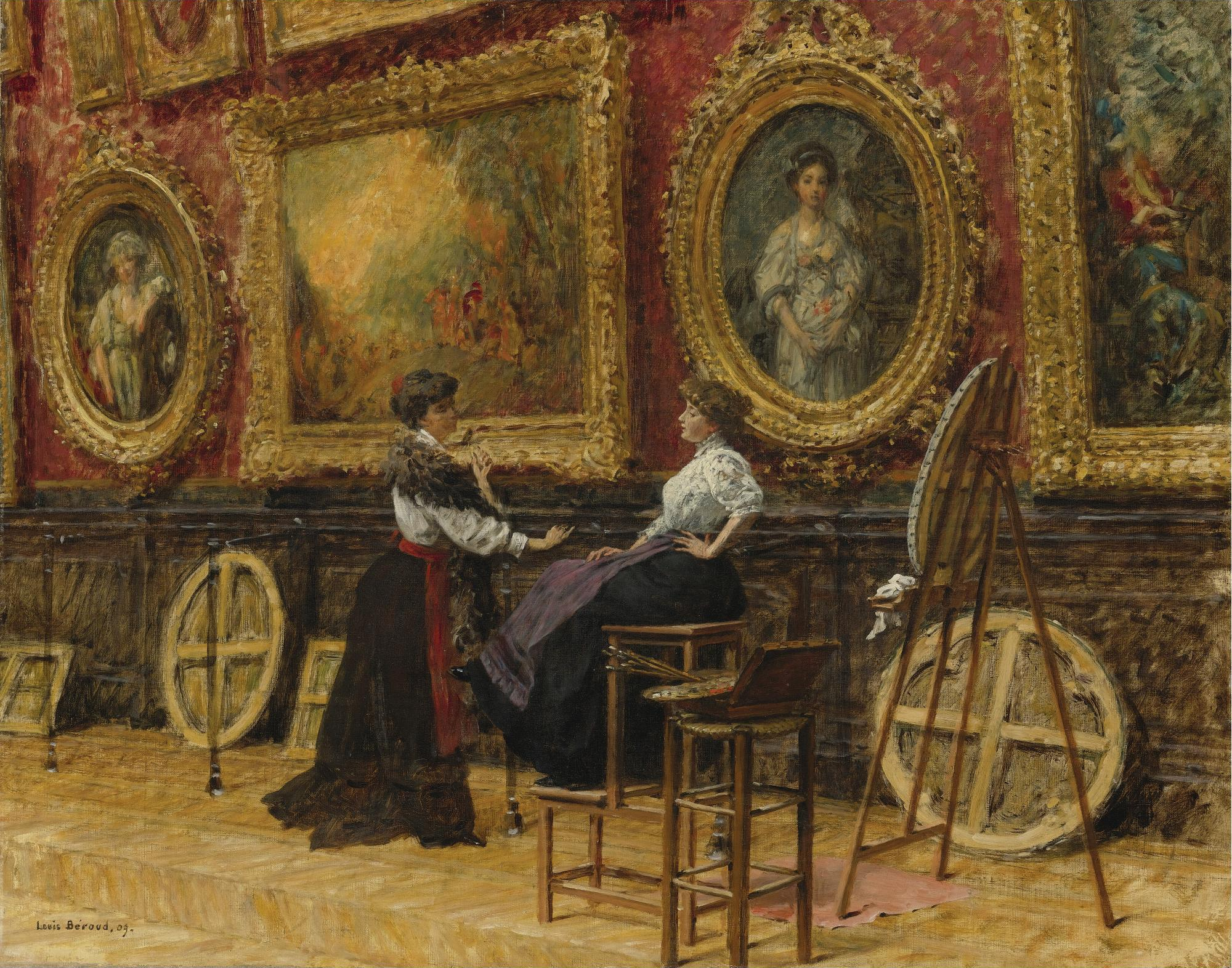
Le "copiste" al Louvre
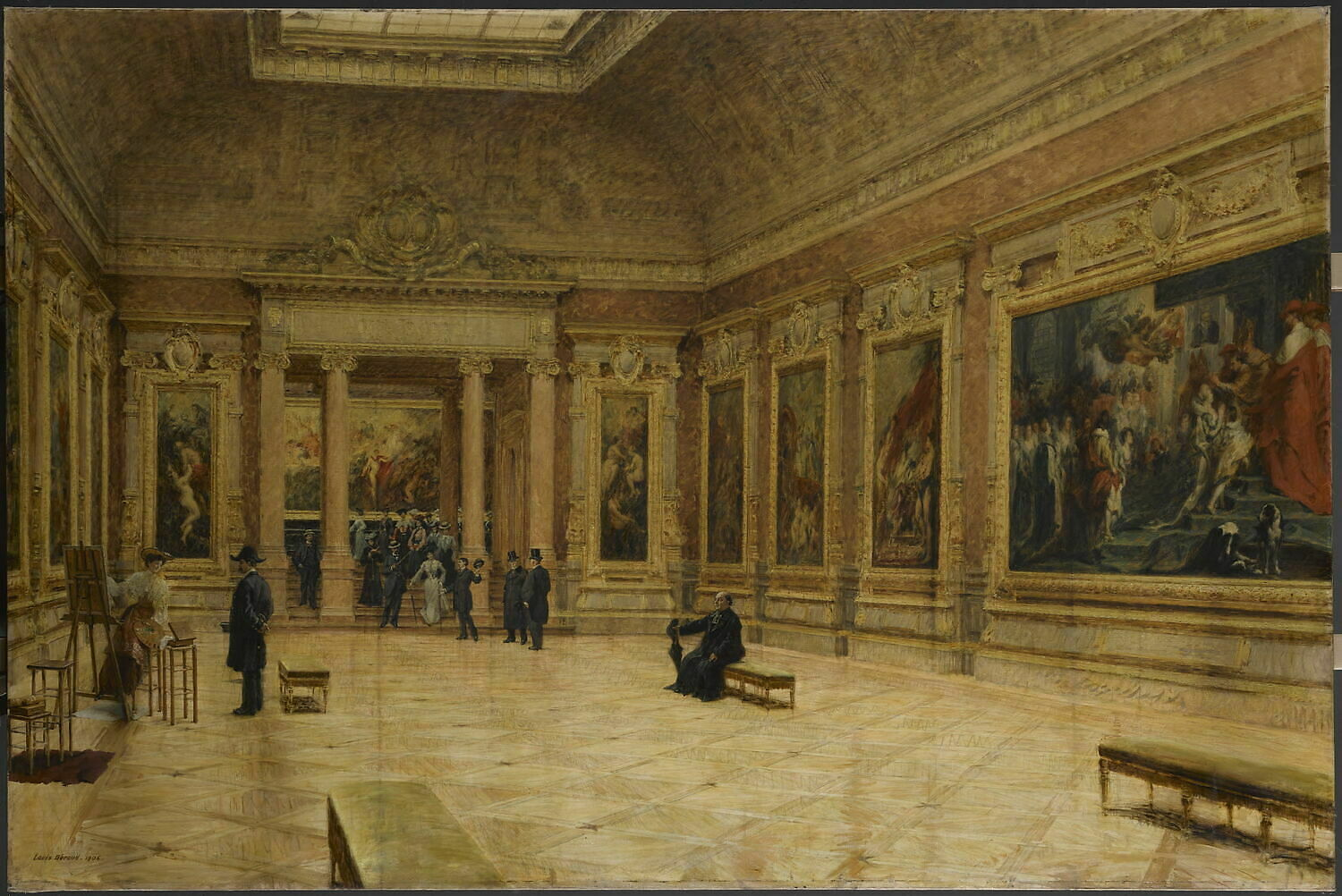
Sala Rubens al Louvre

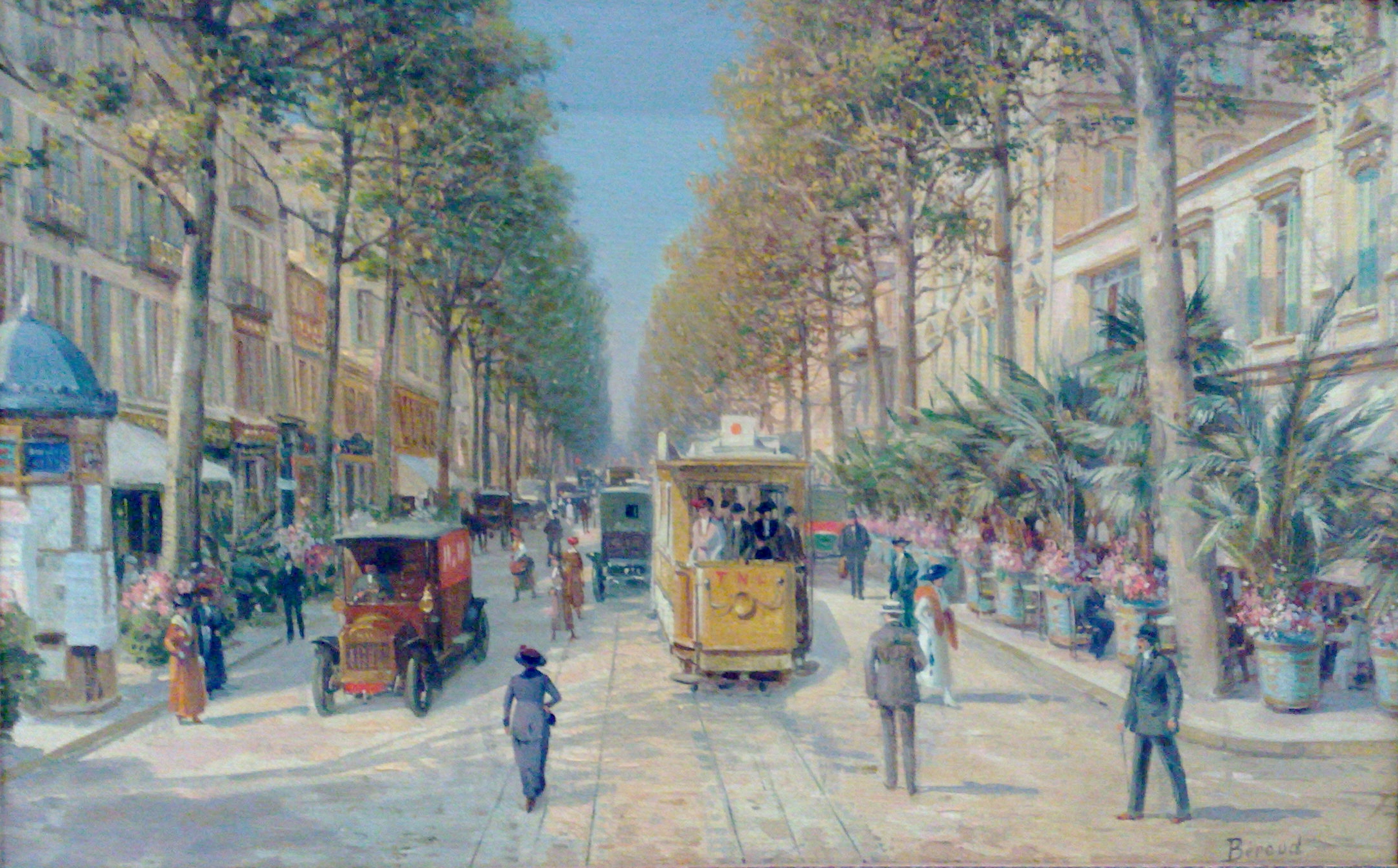
Il Viale della Stazione a Nizza

## Altri progetti

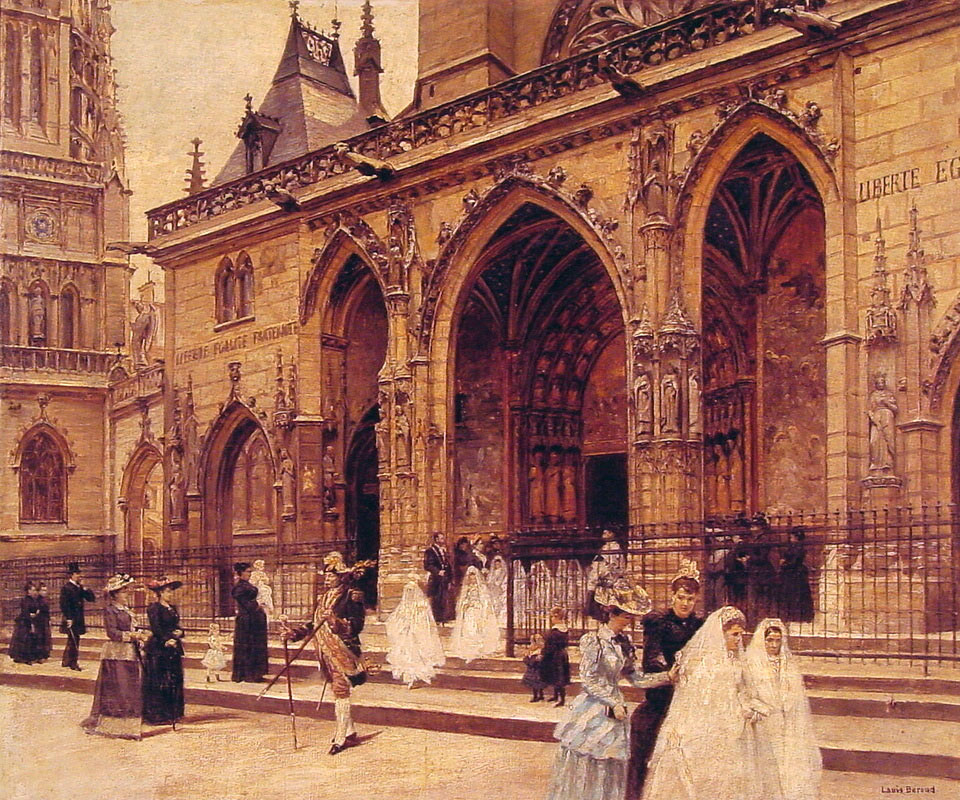
Prima comunione